# Quadrofonie
Quadrofonie (auch: Quadrophonie oder Vierkanalstereofonie) ist eine Form der Mehrkanalaufzeichnung und -wiedergabe, die hauptsächlich Ende der 1960er bis Anfang der 1980er Jahre anzutreffen war. Sie ist bedeutend als Vorläufertechnik der heutigen Dolby-Surround-Technik und ihrer Nachfolger, sowie auch Raumklang mit 5.1-Kanalkonfiguration.

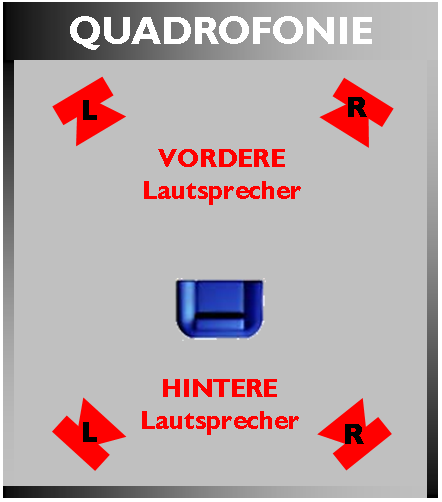
Schematische Darstellung der Quadrofonie

## Geschichte

Zeichen für Quadrophonie (4.0 Sound)

Mitte der 1960er-Jahre begann sich Stereo langsam gegen Mono durchzusetzen. Die Firma Philips entwickelte die ersten Compact-Cassetten-Geräte als Diktiergeräte. Die ersten Geräte für Musik waren ebenfalls in Mono, bald setzte sich analog zur Schallplatte bei den Kassettenrekordern rasch Stereo durch. Viele Platten erschienen noch parallel in Stereo und Mono. Anfang der 1970er-Jahre lief die Zeit der Mono-Schallplatte im Konsumentensektor langsam aus. Im Bereich der Radiosender hielt sich die Mono-Seite auf Promo-Pressungen noch bis Mitte der 1980er-Jahre.
Der Markt war vor allem im HiFi-Bereich auf der Suche nach etwas Neuem. Dieses wurde in der Quadrofonie gefunden, so war man überzeugt. Das Problem dabei war die Übertragbarkeit vom Studio zum Endkonsumenten. Während bei den Tonbändern die Mehrkanalfähigkeit durch Hinzufügen weiterer Spuren einfach realisiert werden konnte und nur durch die Breite des Bandes ihre Grenzen fand, war dieses bei der Schallplatte mit ihren nur zwei Flanken der Rille schwierig. Aber auch die 4-Spur-Tonbänder für den Heimbereich waren bei 4-kanaliger Bespielung unpraktischerweise nur noch in einer Richtung abspielbar.

## Technische Verfahren und deren Verbreitung

### Echte Quadrofonie (System 4-4-4), auch diskrete Quadrophonie genannt
Die vier Audiokanäle bleiben auf dem gesamten Signalweg getrennt. Für jedes Tonträgerformat werden quadro-fähige Abspielgeräte benötigt: CD4-Verfahren für Plattenspieler (s. u.), 8-Spur-Kassettendecks, Tonbandgeräte mit mindestens vier simultan nutzbaren Spuren.
Anfang bis Mitte der 1970er-Jahre wurde intensiv an der Quadrofonie-Technik entwickelt und diese auch verkauft. Die Firma JVC galt in diesem Bereich als führend. JVC entwickelte für Schallplatten eine Möglichkeit, die vorderen beiden Kanäle kompatibel zu den normalen Stereo-Kanälen zu halten und nur die beiden hinteren mit Hilfe eines Konverters in den unhörbaren Bereich zu transferieren und wieder zurückzuholen.
Dieses gelang durch die Entwicklung eines speziellen Diamantschliffs beim Tonabnehmer, der auch Signale im für den Menschen unhörbaren Frequenzbereich von der Platte abnehmen konnte. Die beiden hinteren Kanäle wurden vor Produktion der Schallplatte vom normalen hörbaren Bereich von 20 Hz bis 20 kHz auf 30–60 kHz transferiert und nach dem Abtasten der Nadel durch den Konverter wieder in den hörbaren Bereich zurückgeholt. Diese Technik wurde unter der Bezeichnung CD4 und als einziges echtes Quadrofonie-Verfahren für Schallplatten vermarktet. CD4 zählt mit den vier diskreten Kanälen damit nicht zu den sonst üblichen Matrixverfahren mit nur zwei Übertragungskanälen.
JVC war zudem der größte Anbieter von Quadrofonie-Verstärkern. Die Einführung einer Quadrofonie-Compact-Cassette soll am Veto der Firma Philips, dem Patentinhaber, gescheitert sein, da zwar das Kassettenformat kompatibel zur normalen Kassette gewesen wäre, die Kassette mit damaliger Technik aber nur in eine Richtung be- und abspielbar gewesen wäre.
Für die Audio-CD wurde im Red-Book-Standard ein Quadrofonie-Format definiert, es gab jedoch nie CDs und Abspielgeräte dafür. Heute gibt es CDs in DTS.

### Matrix-Quadrofonie (System 4-2-4)
Die vier Kanäle werden mit Hilfe komplexer mathematisch-elektronischer Verfahren unter Ausnutzung von Phasenunterschieden in zwei Stereokanäle codiert und beim Abspielen wieder decodiert. Herkömmliche stereofone Abspielgeräte können beibehalten werden (das System ist also abwärtskompatibel), es wird lediglich ein Decoder und zugehöriger 4-Kanal-Verstärker mit Lautsprechern benötigt. Somit kann jedes stereofähige Tonträgerformat matrix-codierte Quadrofonieaufnahmen wiedergeben; einer Verbreitung per UKW-Rundfunk steht nichts im Wege. Zum Teil senden Radiosender sogar „unabsichtlich“ quadrofon, wenn sie eine matrix-codierte Plattenaufnahme senden.
Der Nachteil dieser Verfahren besteht darin, dass die Vor-Rück-Kanaltrennung nicht so gut funktioniert wie bei den diskreten Verfahren und dass die Kanäle eigentlich unterdefiniert sind, wodurch Phantomsignale entstehen können.
Damals entstanden zeitgleich mehrere, untereinander nicht kompatible Matrix-Codierverfahren. Diese Verfahren konkurrierten untereinander (ähnlich wie im Videobereich VHS, Betamax und Video 2000); viele potenzielle Käufer kauften keines der Systeme, weil sie befürchteten, sich für eines zu entscheiden, das sich nicht durchsetzen würde und für das man dann keine Tonträger würde kaufen können.
Das später im Filmbereich verbreitete Dolby-Surround-System verwendet denselben Ansatz.
Quadrofone Aufnahmen für die Matrix-Technik basieren auf der Richtungsdominanzschaltung und wurden auf sogenannten „Quadroschallplatten“ (SQ, QS, RM), Tonband oder 8-Spur-Kassetten (Q8) aufgezeichnet.
Die Quadrofonie konnte sich aufgrund der konkurrierenden und technologisch nicht kompatiblen Matrix-Quadrosysteme wie SQ, QS, UD4, EV4, QM, UMX usw. nie in größerem Maßstab durchsetzen.
Die Problematik der Verbreitung entstand auch durch die Tatsache, dass in den frühen 1970er-Jahren, als die Quadrofonie von diversen Audioherstellern propagiert wurde, die Audioanlagen sehr teuer waren. Es war vielen Hörern rein finanziell nicht möglich, mit der Abfolge der erscheinenden Neuerungen mitzuhalten. Der Großteil der Aufnahmen wurde zudem damals nur in Stereo abgemischt und war somit nicht für Quadrofonie geeignet. Die Stereo-Aufnahmen konnten nur in Pseudoquadrophonie wiedergegeben werden.

### Pseudoquadrofonie (System 2-2-4)
Als Pseudoquadrofonie bezeichnet man die Wiedergabe zweikanaliger Stereo-Aufnahmen über vier Lautsprecher beziehungsweise Lautsprechergruppen.
Diese Art der Wiedergabe stellte damals die gängigste dar. Viele Anbieter, zum Beispiel Dual, Marantz, Pioneer und Scan-Dyna, brachten „Quadro-Adapter“ auf den Markt.
Die meisten von ihnen teilten nur das Signal auf verschiedene Lautsprecher auf: die Differenz zwischen dem linken und rechten Tonkanal wurde auf die hinteren Lautsprecher geleitet und dabei einer dieser Lautsprecher in der Phase gedreht.
Wenn die Tonaufnahmen zufällig oder absichtlich für Pseudoquadrofonie geeignet waren, wurden nur die Schallquellen von hinten geortet, die man auch bei einer Musikdarbietung im Konzertsaal von hinten hört, wie Nachhall und Applaus des Publikums. In vielen Fällen verschlechterte Pseudoquadrofonie den Klang erheblich, ähnlich den Versuchen, mit Pseudostereofonie die echte Stereofonie zu imitieren.
Marantz arbeitete sogar mit Quadrofonie-Tapedecks, die mit einem so genannten Panoramaregler das Signal aufteilten und mit verschieden starken Signalen auf die Haupt- und Rearspeakers leiteten. Auch dies war keine „echte“ Quadrofonie.

### Vierkanal im Kino
Ray Dolby bzw. sein Unternehmen (bekannt durch Rauschunterdrückungsverfahren bei magnetischer Tonaufnahme, namentlich Dolby B, Dolby C, Dolby S und Dolby SR) führte 1974 Dolby Stereo ein. Dolby Stereo war ein Mehrkanal-Tonsystem, das vier Kanäle (links, Mitte, rechts, hinten) auf eine Zweikanal-Stereospur kodieren kann. Im Kino werden aus den zwei Kanälen des Stereo-Tons mit einem Dekoder wieder die vier Kanäle dekodiert. Dadurch wurde eine kostengünstige Einführung von Raumklang möglich. Vorhandene Film-Projektionsanlagen konnten mit einem Dolby-Stereo-Dekoder nachgerüstet werden.

## Neuere Verfahren
Quadrofonie ist eine Vorläufertechnologie des Dolby-Surround-Systems, das auf dem Matrix-Verfahren der Quadrofonie basierte, und der aktuellen digitalen 5.1-, 6.1- und 7.1-Raumklangverfahren.
Diese Verfahren konnten sich jedoch erst behaupten, als der Trend sich vom Musikgenuss entfernte und seinen Schwerpunkt in das Home-Cinema verlagerte. Die Wiedergabe von Geräuschen und Stimmen unterliegt (subjektiv) einem anderen räumlichen Ortungsverhalten und ist somit einfacher auf mehrere Kanäle aufzuteilen.

## Bekannte Quadrofoniealben
Zwischen 1970 und 1980 erschienen immer wieder komplette Alben (früher als LPs, heute auf modernen Medien, wie z. B. DVD, SACD oder Blu-ray Audio) in Quadrofonie, vor allem Wiederveröffentlichungen schon erfolgreicher Alben bekannterer Künstler. Die nachfolgende Liste ist nicht vollständig, sondern zeigt nur einen Ausschnitt aus einem, unabhängig vom Verfahren, schmalen Programm.
- Black Sabbath – Paranoid
- Deep Purple – Machine Head
- Frank Zappa – Apostrophe (’)
- Jethro Tull – Aqualung
- John Lennon – Imagine
- Mike Oldfield – Tubular Bells
- Mike Oldfield – Exposed
- Pink Floyd – Atom Heart Mother
- Pink Floyd – The Dark Side of the Moon (Hiervon existiert auch eine australische Sonderpressung in rosafarbigem Vinyl: die Kombination von Quadrofonie und farbigem Vinyl ist extrem selten.)
- Pink Floyd – Wish You Were Here
- Rick Wakeman – The Myths and Legends of King Arthur and the Knights of the Round Table
- Herbert von Karajan – Ludwig van Beethoven: sämtliche Sinfonien
- Kraftwerk – Autobahn